# Myr

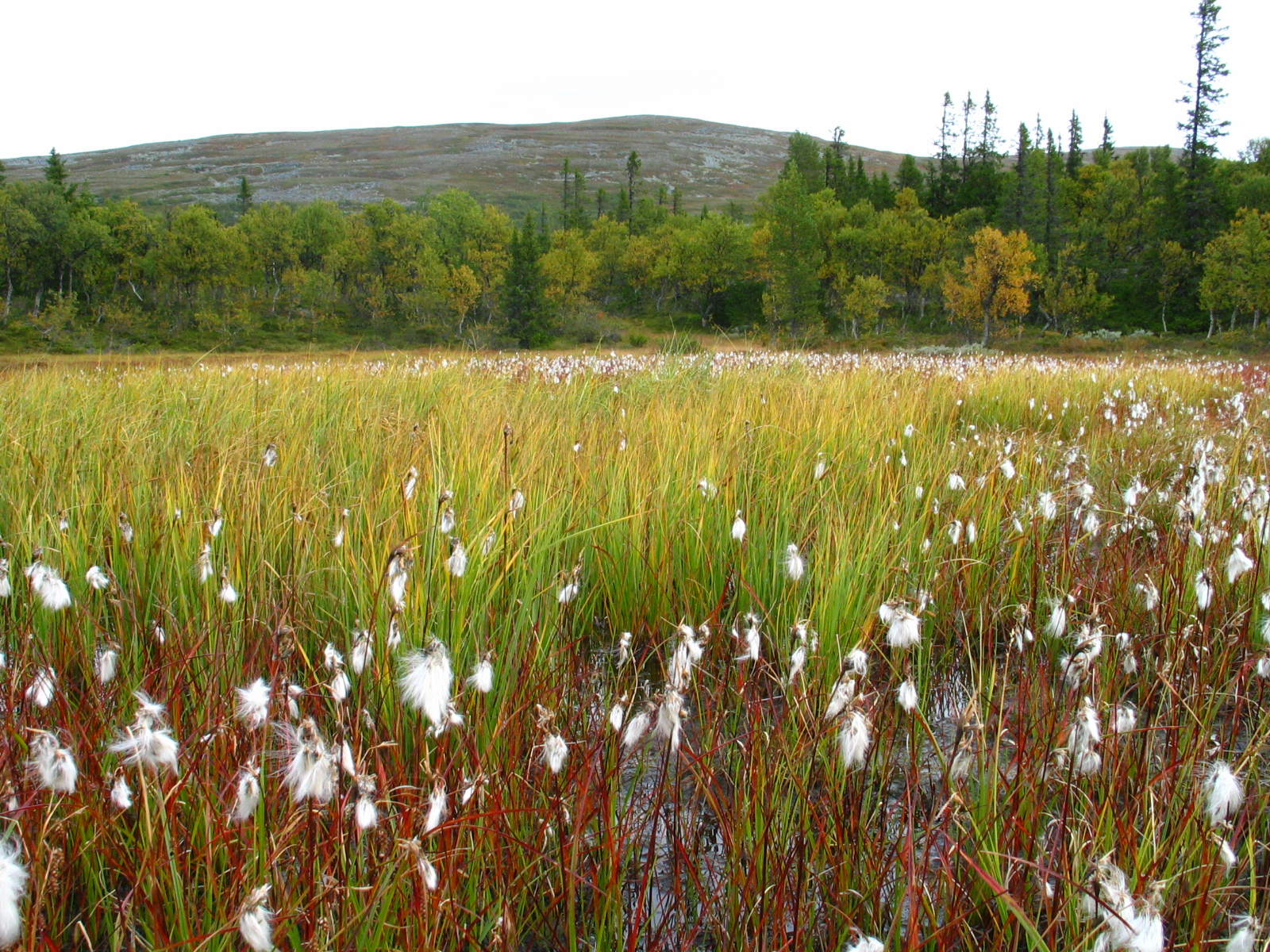
En myr i Arådalen i Jämtland.

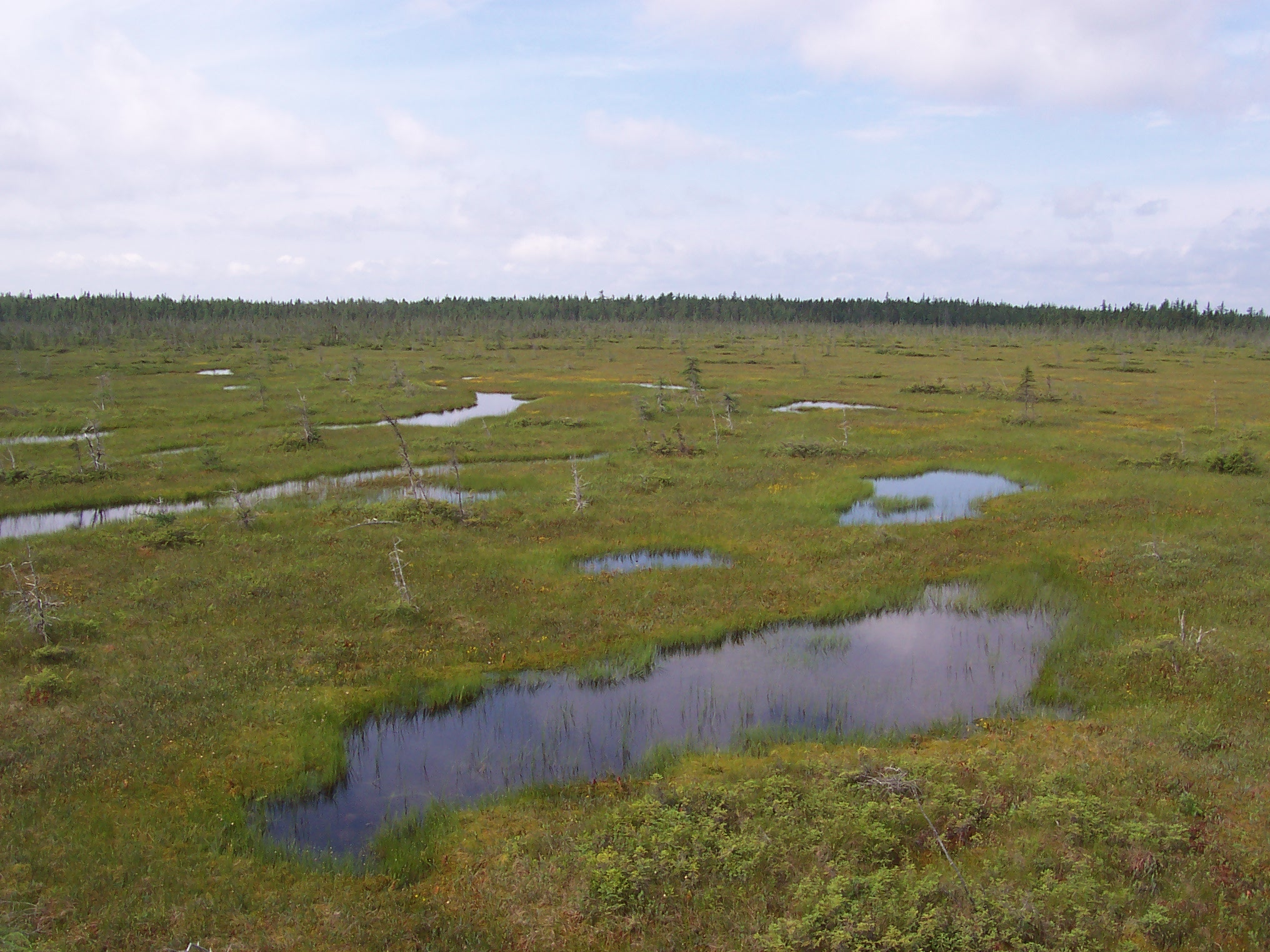
Myr i Frontenacs nationalpark i Québec.

Myr är en våtmark där syretillgången i marken är så låg att döda växter och annat organiskt material inte förmultnar, utan ansamlas och omvandlas till torv. Sådana våtmarker kan uppkomma på olika sätt. I Sverige har merparten av myrarna, särskilt de sluttande, bildats genom att mark försumpats och blivit blöt. Myrar kan också bildas genom igenväxning av grunda sjöar. En tredje variant, primär myrbildning, äger rum vid landhöjningsstränder där blöta marker som stiger upp ur havet direkt övertäcks med torv. Olika delar av en och samma myr kan ha bildats på olika sätt.
I svenskspråkig myrterminologi indelas myrarna i mossar och kärr utifrån sin hydrologi. I finlandssvensk litteratur kan dock dessa termer användas på ett annat sätt eftersom den finländska myrklassificeringen inte utgår från hydrologin, utan från växtsamhällena.
Myrar kan vara öppna, buskklädda, glest eller tätt trädtäckta. I det senaste fallet kan de även benämnas sumpskogar.

## Förekomst
Torvmarker uppstår nästan uteslutande i trakter med tempererat klimat, men rikligast förekommer de i områden där en forntida nedisning har skapat en småkuperad terräng av den typ, som är karaktäristisk för Skandinavien. Nästan alla delar av Sverige har därför torvmarker, från en storlek på några få ar till flera kvadratmils utsträckning. Rikast på torvmarker är det småländska höglandet (i vissa trakter omkring 20% torvmark) och Norrland (minst 25 % torvmark, om man räknar bort fjällområdena, för stora områden över 50 %). 
Sveriges torvavlagringar är utan undantag bildade under tiden efter den senaste istiden. På ett par platser i södra Norrland (Härnösand och Bollnäs) har man dock träffat gyttjelager som härstammar från äldre torvmossar som förstörts av inlandsisen. I södra Jylland och norra Tyskland finns torvmossar som bevarats så gott som fullständigt orubbade sedan den sista interglacialtiden och vars lagerföljd i allt väsentligt överensstämmer med de postglaciala mossarnas. De tertiära brunkolslagren är också gamla torvbildningar, och även vissa av de äldre geologiska periodernas stenkolslager har ett liknande ursprung.

## Klassificering

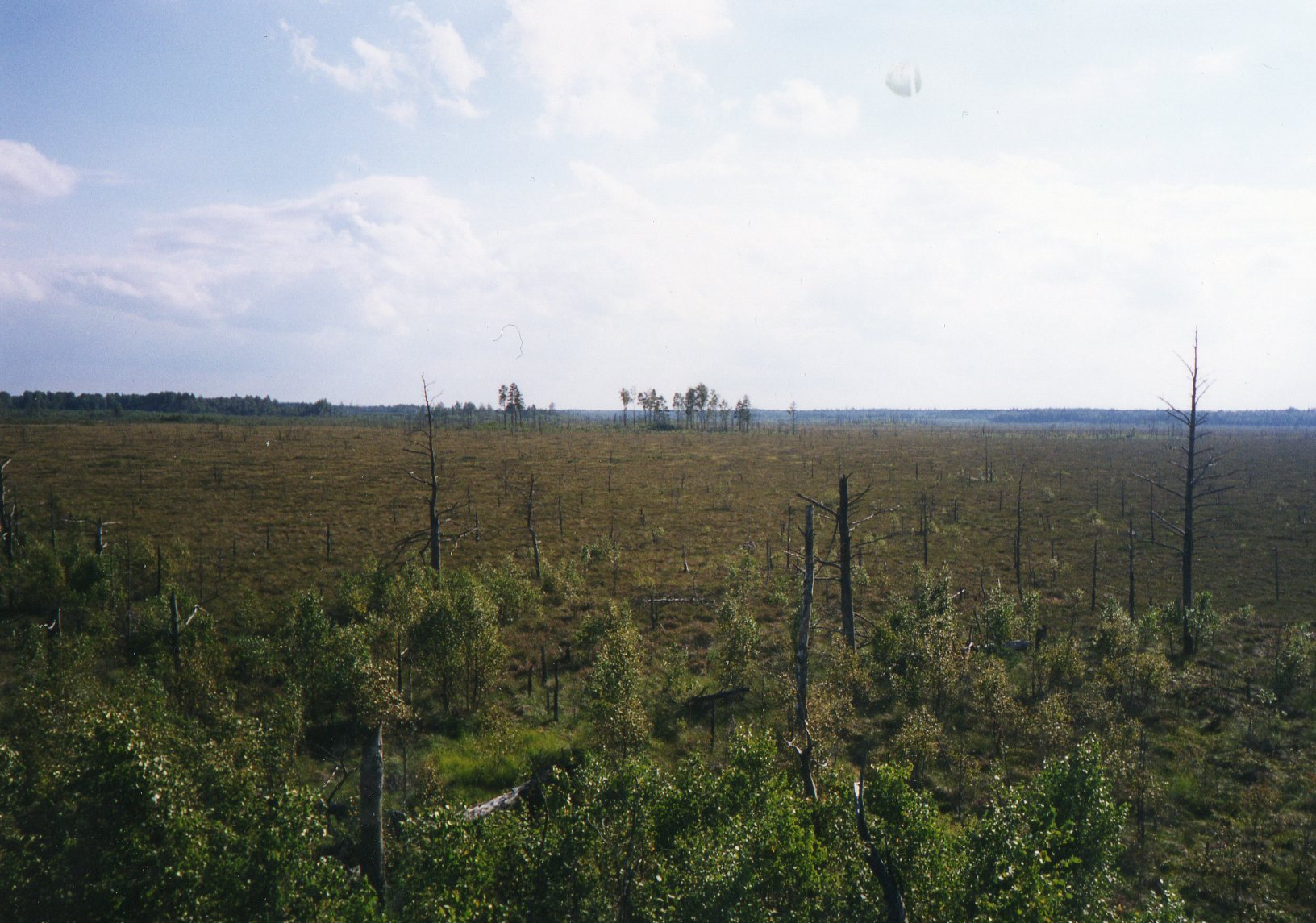
Nationalparken Store Mosse i Småland är södra Sveriges största mosse.

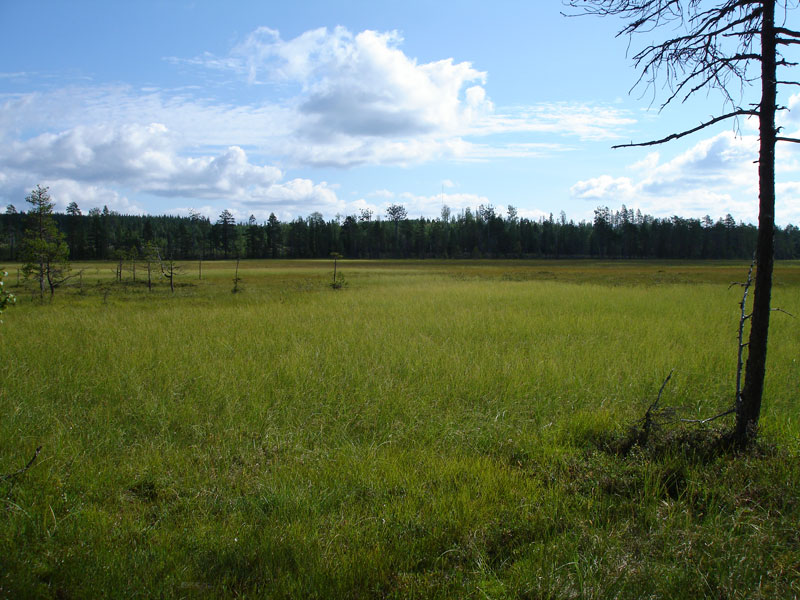
Stormyran sydväst om Stenberg i Nordmalings kommun, ett fattigkärr.

Ett av de första försök som gjordes att klassificera myrar var antagligen den indelning i kärr och mossar som gjordes av Jakob Stenius, kyrkoherde i Pielisjärvi i Finland. Flera andra klassificeringssystem har utvecklats senare och fått olika genomslag i olika länder.

### Sverige
I Sverige indelas myrarna först och främst i mossar och kärr enligt kriterier som föreslogs 1903 av Robert Tolf och som utvecklades till sin nuvarande form av botanisten Einar Du Rietz under 1940-talet. Indelningen baseras på myrarnas hydrologi eller vattenförsörjning.
- Mossar bevattnas enbart av nederbörden (de är ombrotrofa). Det gör att de både är fattiga på mineraler och har dålig förmåga att neutralisera de sura ämnen som finns i torven.[2]

- Kärr tar även emot vatten från omgivande fastmark (de är minerotrofa). Om kärrets omgivningar är magra kan torvens sura ämnen inte neutraliseras och ett fattigkärr bildas. Om det i stället finns kalk eller andra basiska mineraler i omgivningarna påverkas myren av detta och blir ett rikkärr. Liknande rika förhållanden kan förekomma även på magra marker om myrarna sluttar och markvattnet rör sig.[2]

Du Rietz myntade termen fastmarksvattengränsen för gränsen mellan mossar och kärr. Han identifierade några exklusiva kärrväxter som inte överskrider denna gräns, främst ängsull, flaskstarr och taggstarr. I delar av Sverige fungerar även myrlilja som en god kärrindikator. I bottenskiktet är uddvitmossa och sotvitmossa exklusiva kärrarter som kan förekomma ända fram till fastmarksvattengränsen. 
Ovanstående indelning av myrar i mossar och kärr är förutom i Sverige också väl etablerad i Danmark och Norge och ligger till grund för den klassificering som fastställts av Nordiska ministerrådet. 

### Finland

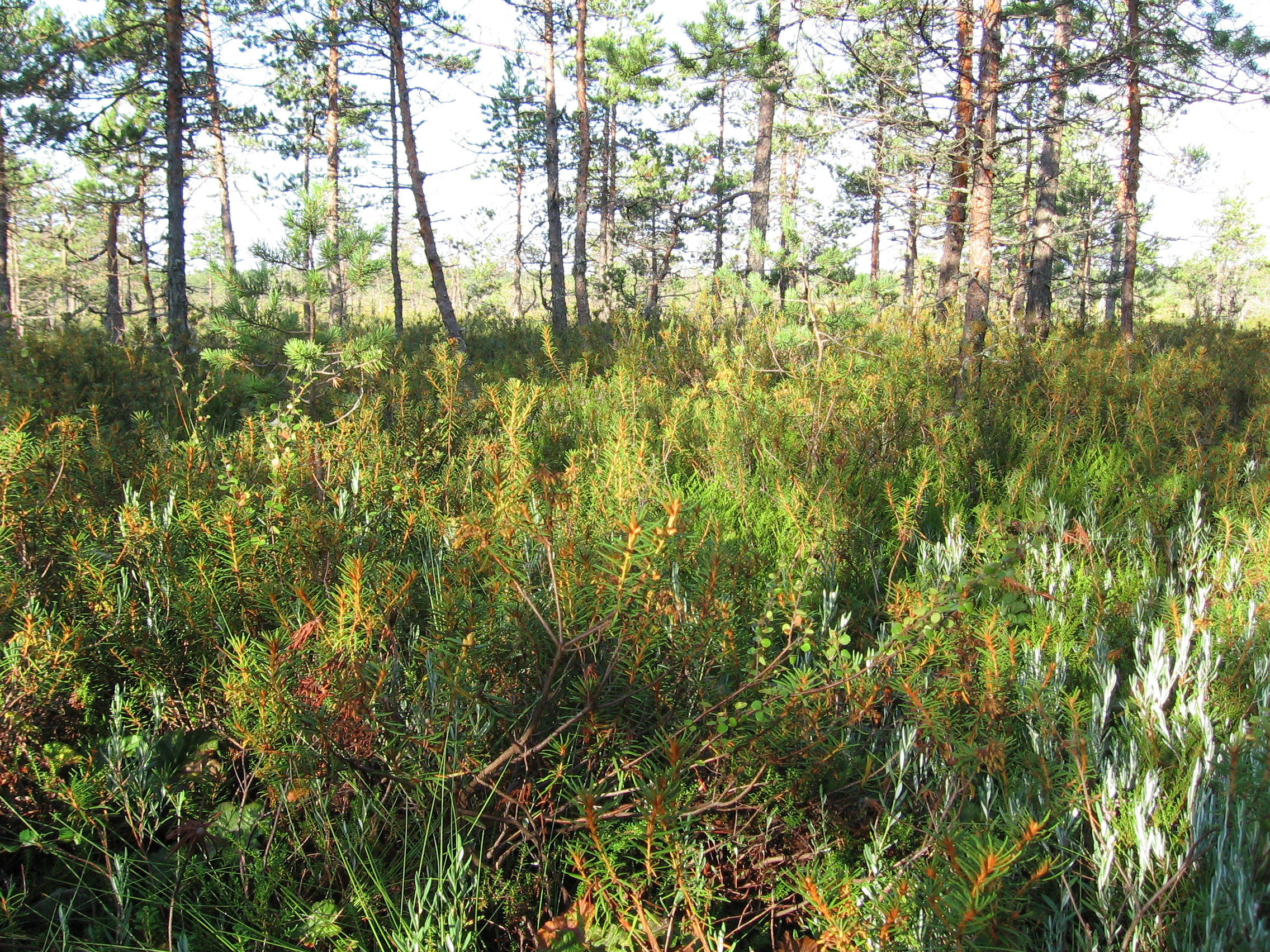
Finländsk räme.

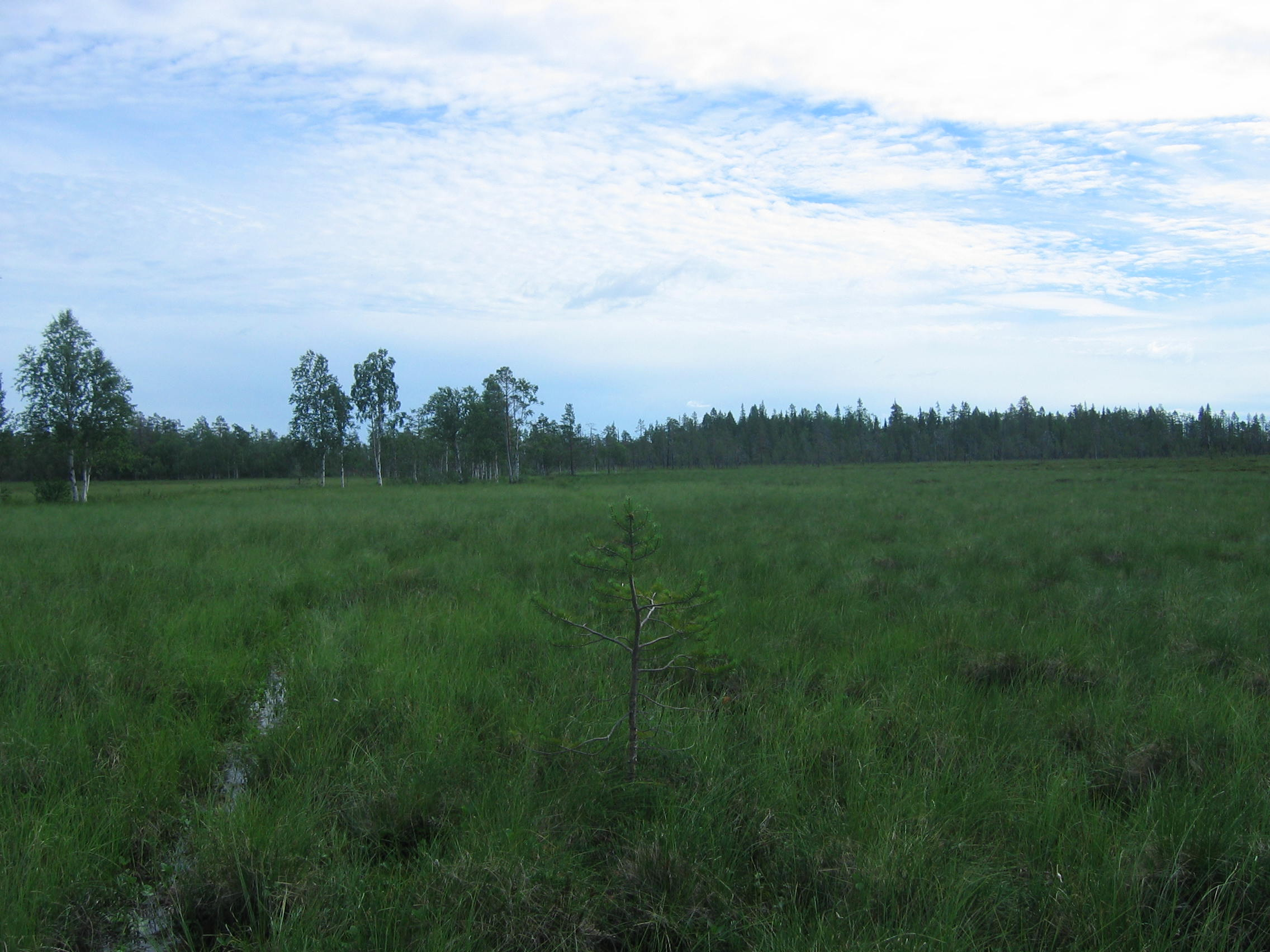
Finländsk neva.

Finlands myrklassificering baseras på arbeten av A.K. Cajander. Detta klassificeringssystem har inte någon direkt motsvarighet i rikssvensk myrterminologi eftersom det inte utgår från hydrologin, utan från växtsamhällena. Man skiljer på trädbevuxna myrar och öppna myrar och delar in de öppna myrarna i en näringsfattig och en näringsrik typ utifrån vilka mossor som dominerar i bottenskiktet. De fyra huvudgrupperna kan förenklat beskrivas på följande sätt:
- räme är mer eller mindre skogbärande med tall
- korpi är beväxt med gran eller björk och har ett tunt torvskikt
- neva är öppna myrar vars bottenskikt domineras av vitmossor
- letto är öppna myrar vars bottenskikt domineras av brunmossor

I Finland har denna myrindelning översatts till svenska, exempelvis inom den finländska skogsnäringen, där korpi = gran- och lövkärr, räme = tallmyr, neva = mosse och letto = brunmosse. Botanister har gjort ett annat försök till översättning som ligger närmare den rikssvenska terminologin: korpi = skogskärr, räme = mosse, neva = fattigkärr och letto = rikkärr. Eftersom indelningen i grunden skiljer sig från det rikssvenska systemet får dock termerna ”mosse” och ”kärr” i dessa översättningar en annan betydelse än vad de har i Sverige.
I många sammanhang använder finlandssvenska botanister i stället en terminologi hämtad från Nordiska rådets Vegetationstyper i Norden, som överensstämmer med det rikssvenska systemet. 

## Myrarnas egennamn

### Sverige
I Sverige har de flesta myrar egennamn, även mindre sådana, vilket är något som förts vidare historiskt genom muntlig tradition.

## Berömda svenska våtmarker
- Florarna
- Muddus
- Sjaunja
- Store Mosse